# Alajõgi
Alajõgi (est. Alajõgi) – rzeka przepływająca przez gminy Illuka i Alajõe w prowincji Virumaa Wschodnia w Estonii. Rzeka wypływa z jeziora Pitkäjärvi, na północ od miejscowości Ongassaare. Uchodzi do jeziora Pejpus w miejscowości Alajõe. Ma długość 31 km i powierzchnię dorzecza 154,5 km².